# Сан (буква)
Ϻ, ϻ (название: сан, др.-греч. ϻάν или σαν) — вышедшая из употребления буква греческого алфавита. Происходит от финикийской буквы цади. От буквы «сан» произошла другая архаическая греческая буква — Ϡ, ϡ (сампи). Из-за того, что сан имела фонетическое значение, близкое к /s/, она была постепенно вытеснена буквой сигма к VI веку до н. э.